# 香木莲
香木莲（学名：Manglietia aromatica）为木兰科木莲属下的一个种。

## 扩展阅读
- 維基物種上的相關：香木莲